# Cô bé Masha và chú gấu xiếc
Cô bé Masha và chú gấu xiếc (tiếng Nga: Маша и Медведь, tiếng Anh: Masha and the Bear) là loạt phim hoạt hình 3D của Nga. Bộ phim được phát sóng trong chương trình Chúc ngủ ngon, các em bé !. Bộ phim đã sử dụng chương trình Autodesk Maya để tạo hình các nhân vật, làm chuyển động nhờ sự hợp tác của hơn 30 nhân viên ở Animaccord.

## Nội dung
Masha là một cô bé sáu tuổi sống trong rừng với lợn, dê và chó. Trong tập đầu tiên, có cảnh tất cả các loài động vật trong rừng đều sợ cô bé, vì cô bé liên tục ép chúng chơi với mình. Sau đó, Masha nhìn thấy một con bướm và vô tình đi theo nó vào nhà của gấu. Trong khi chơi ở đó, cô bé đã làm bừa bộn. Khi gấu trở về, cậu thấy thảm họa do Masha gây ra. Gấu cố gắng thoát khỏi Masha nhưng sau nhiều lần thất bại, cặp đôi không giống nhau này đã trở thành bạn bè.
Trong mỗi tập phim, Masha được miêu tả là một cô bé thông minh, thích khám phá thế giới xung quanh. Những trò hề của Masha dẫn đến những tình huống bất ngờ nhưng thú vị, là trọng tâm của các tập phim. Chú gấu tốt bụng luôn cố gắng giữ Masha tránh xa rắc rối. Có một số nhân vật phụ trong loạt phim, bao gồm  chị họ của Masha là Dasha, một chú chim cánh cụt được gấu nhận nuôi, một chú gấu trúc con từ Trung Quốc (em họ của gấu), hai con sói sống trong một chiếc xe cứu thương UAZ cũ, một con hổ từng làm việc với Gấu trong rạp xiếc và một chú Gấu cái là đối tượng tình cảm của Gấu. Các nhân vật khác bao gồm một con thỏ, sóc và nhím, một con lợn tên là Rosie, một con dê và một con chó, tất cả đều sống trong sân trước nhà Masha. 

## Nhân vật

### Nhân vật chính

Tạo hình nhân vật cô bé Masha trong phim

Masha - một cô bé 6 tuổi người Nga, có mái tóc màu vàng và đôi mắt màu lục. Masha được Oleg Kuzovkov sáng tác được dựa từ một nhân vật của câu chuyện "Cô bé quàng khăn đỏ" và một người mà ông đã nhìn thấy từ khi ông đang tắm biển vào năm 1996 ở Crimer, ông nhìn thấy một cô bé tinh nghịch như Masha. Nên ông đã sáng tác ra bộ phim "Masha và chú Gấu". Cô bé Masha mải bắt bướm thì tình cờ bước vào nhà Gấu khi Gấu đi câu cá. Từ đó, Masha biết nhà Gấu và luôn luôn gây rắc rối cho Gấu.
Gấu  - là một chú gấu Kamchatka. đã từng làm xiếc, nhưng đã giải nghệ, sống ở một ngôi nhà trên cây trong khu rừng. Ở một vài tập, khi gấu nhớ về thời thơ ấu cũng ở trong ngôi nhà đó. Trong một số tập thì Masha gọi Gấu là "Mishka" (Misa, cũng có nghĩa là "Gấu"), là tên truyền thống của các chú gấu trong truyện dân gian Nga. Gấu to lớn và là luôn bảo vệ Masha khỏi những thảm họa.

### Nhân vật phụ
Thỏ  - Thỏ sống ở dưới thân của một cái cây. Chú thỏ này thường bị Masha ôm ấp và có lúc, Thỏ còn ăn trộm cà rốt của gấu trồng và bị Masha bắt. Có vài tập, thỏ và Masha giúp đỡ nhau.
Sói - 2 chú sói sống trong xe cứu thương số 3 bị cũ và cũng là bác sĩ của khu rừng. 2 chú sói này thường bắt ruồi ăn nhưng không bắt được, hai chú này lẻn vào nhà gấu, ăn trộm thức ăn.
Sóc  - Sóc sống trong gốc cây đầy nấm. Có lúc những ai đi ngang qua chọc sóc thì chú ta cầm các quả thông và ném vào người đó cho đến khi người đó bỏ chạy.
Nhím  - Là con vật lạc loài nhất trong câu chuyện. Ít khi phát sóng trên các tập phim và rất tầm thường.
Những chú giun - Thường bị gấu lấy làm mồi để câu cá.
Ruồi - Ruồi thường bị hai chú sói bắt về làm thức ăn nhưng luôn thoát khỏi hai chú sói.
Lợn - Nó có tên là "Rosie". Là con lợn sống trong nhà Masha. Rosie thích nghe nhạc và tắm nắng nhưng thường bị Masha chăm sóc, bồng bế. Rosie còn được mệnh danh là "Em bé của Masha".
Dê - Là thú nuôi của Masha. Mỗi khi Masha bước ra khỏi nhà thì dê thường trốn sau gốc cây.
Chó - Là thú nuôi của Masha. Mỗi khi Masha bước ra khỏi nhà thì chó thường chui vào chuồng.
Những chú bướm - Chúng thường bị Masha đuổi bắt.

Tạo hình các nhân vật trong phim.

Gấu đen - Là chú gấu Himalaya. Kẻ thù mà gấu vô cùng ghét, luôn xuất hiện với thân hình cơ bắp và một cái tạ. Chú còn hay tìm cách để quyến rũ nàng gấu.
Những chú ong – Sống trong thùng của nhà Gấu, chúng rất ghét Masha vì cô bé lúc nào cũng chọc phá chúng.
Nàng gấu - Là bạn gái của gấu, nó là một con gấu xám Bắc Mỹ cái. Đôi khi xuất hiện trong các tập phim.
Gấu trúc – Là cháu nuôi của Gấu đến từ Trung Quốc. Là bạn của Masha.
Dasha - Là em họ của Masha đến từ Moskva, nhưng khác với Masha đôi chút là: Tóc màu trắng, có màu mắt xanh da trời và đeo mắt kính (bị cận).
Chim cánh cụt – Là chim cánh cụt Adélie. Từng là một quả trứng lạ rơi xuống rừng. Được gấu ấp ủ suốt ngày đêm và trở thành con nuôi của gấu. Chim cánh cụt là bạn thân nhất của Masha.
Hổ – Đến từ Ấn Độ. Là đồng nghiệp và bạn thân nhất của gấu kể cả khi họ đã giải nghệ. 
Những chú ếch - Chúng sống ở hồ.
Những chú cá - Chúng sống ở hồ. Thường bị Gấu Himalaya câu được.

### Nhân vật khác
Vua sư tử - Là bạn của Gấu. Dù là vua nhưng Vua Sư Tử không kiêu ngạo và luôn sẵn sàng giúp đỡ người khác. Vua Sư Tử từng trao vương miện của mình cho Masha để tạm thời rút lại tư cách làm vua của bản thân.
Gà trống - Là một con gà trống bị 2 chú sói bắt về để có trứng ăn, sau đó thì gà trống đã chạy thoát khỏi 2 chú Sói trong tập phim "Bất ngờ! Bất ngờ!".
3 chú gà - Là những thú nuôi của Masha. 3 chú gà chỉ xuất hiện ở tập đầu tiên của phim.
Sâu - Sâu bị Masha bắt được và đã thoát khỏi Masha thành công trong tập phim "Món ăn ngon!".
Cha của gấu - :Là cha của Gấu, Gấu Himalaya và Nàng Gấu, Xuất hiện vài lần
Ông già Noel – Là ông già đi bằng xe để phát quà khắp nơi. Thường xuất hiện trong các tập phim có chủ đề về Giáng sinh.
Nàng tiên cá - Xuất hiện đúng một tập khi cố gắng quấy rối chú Gấu đi bắt cá do muốn có bạn bè.
Chuồn chuồn - Xuất hiện vài lần và chơi cờ cùng với Gấu.
Những người ngoài hành tinh - Gồm 3 người bị một lần rơi xuống trái đất vì lỗi máy móc. Và được Masha cùng Gấu giúp đỡ.
Mèo thám tử - Xuất hiện trong tập "Như mèo với chuột".
Chuột tinh nghịch - Xuất hiện trong tập "Như mèo với chuột".
3 chú khỉ - Xuất hiện trong tập "Trò khỉ".
Masha tiền sử - Là tổ tiên của Masha và là bạn của gấu tiền sử, xuất hiện trong tập "Gấu tiền sử".
Gấu tiền sử - Là tổ tiên của gấu và là bạn của Masha tiền sử, xuất hiện trong tập "Gấu tiền sử".
Cá kiếm - Là chú cá mà Gấu đã câu được.
Masha người Eskimo - Là bản sao của Masha, là người Eskimo và sống ở Greenland. Xuất hiện trong tập "Trò ảo thuật".
Phù thủy - Xuất hiện trong tập "Người giữ người tìm".
Những người lính thời chiến tranh - Xuất hiện trong tập "Thật là một trò chơi tuyệt vời".

## Diễn viên lồng tiếng
Trong phim có bốn nhân vật có tiếng nói là Masha, cô em họ Dasha, nàng tiên cá và ông già Noel, tuy nhiên mùa ba, nhân vật gấu trúc cũng có nói chuyện với đề nghị múa ballet ở tập "Cả thế giới là một sân khấu". Những nhân vật còn lại chỉ sử dụng ngôn ngữ loài vật và rất ít khi phát âm. Ở hai mùa đầu, giọng của Masha ở phiên bản gốc tiếng Nga do Alina Kukushkina đảm nhận. Ở mùa ba do Varvara Sarantseva đảm nhận. Thiết kế âm thanh của chương trình, Boris Kutnevich, lồng tiếng nhân vật gấu. Mark Kutnevich lồng giọng thỏ và gấu trúc.
Trong phiên bản lồng tiếng Việt phát sóng trên HTV3 và K+KIDS, Masha được lồng tiếng bởi Lưu Ái Phương, Dasha được lồng tiếng bởi Thanh Lộc (từ phần 3 phiên bản Nga thì Võ Ngọc Quyên thay thế).

## Danh sách tập

### Mùa 1
| #  | Tên tập phim | Ngày phát sóng gốc   |
| -- | --- | -------------------- |
| 1  | "Masha và chú gấu" (Первая встреча, dịch nghĩa Cuộc gặp đầu tiên)                                                           | 7 tháng 1 năm 2009   |
| 2  | "Để gấu ngủ đông" (До весны не будить!, dịch nghĩa Chúc ngủ ngon, Gấu! )                                                    | 8 tháng 1 năm 2009   |
| 3  | "Một, hai, ba! Hiện ra cây thông" (Раз, два, три! Ёлочка, гори!, dịch nghĩa Một, hai, ba! Bật đèn lên, cây thông bừng sáng) | 9 tháng 1 năm 2009   |
| 4  | "Những dấu chân trên tuyết" (невиданных зверей, dịch nghĩa Những bước chân của các con vật )                                | 13 tháng 3 năm 2009  |
| 5  | "Đương đầu với sói" (С волками жить…, dịch nghĩa Những chú sói đói bụng)                                                    | 15 tháng 3 năm 2009  |
| 6  | "Ngày nấu mứt" (День варенья, dịch nghĩa Ngày làm mứt)                                                                      | 22 tháng 3 năm 2010  |
| 7  | "Mùa xuân của gấu" (Весна пришла, dịch nghĩa Mùa xuân của gấu)                                                              | 23 tháng 3 năm 2010  |
| 8  | "Gấu đi câu cá" (Ловись, рыбка, dịch nghĩa Con cá vàng )                                                                    | 24 tháng 3 năm 2010  |
| 9  | "Hãy gọi khi cần" (Позвони мне, позвони!, dịch nghĩa Cứu tôi với, cứu! )                                                    | 25 tháng 3 năm 2010  |
| 10 | "Vũ hội trên băng" (Праздник на льду, dịch nghĩa Trượt băng ở hồ đóng băng )                                                | 7 tháng 9 năm 2010   |
| 11 | "Ngày đầu đến lớp" (Первый раз, в первый класс, dịch nghĩa Buổi học đầu tiên trong lớp học đầu tiên)                        | 14 tháng 9 năm 2010  |
| 12 | "Kẻ trộm cà rốt" (Граница на замке, dịch nghĩa Chú thỏ trộm cà rốt)                                                         | 16 tháng 9 năm 2010  |
| 13 | "Gấu chơi ô chữ" (Кто не спрятался, я не виноват!, dịch nghĩa Nếu bạn không có ở đó, tôi sẽ không tìm thấy)                 | 23 tháng 3 năm 2011  |
| 14 | "Gấu xiếc gặp nạn" (Лыжню!, dịch nghĩa Sự thương tiếc của gấu )                                                             | 27 tháng 3 năm 2011  |
| 15 | "Em họ của gấu" (Дальний родственник, dịch nghĩa Người anh trai đầu tiên)                                                   | 9 tháng 4 năm 2011   |
| 16 | "Gấu mau khỏi ốm" (Будьте здоровы!, dịch nghĩa Đừng có giả bệnh nữa!)                                                       | 10 tháng 4 năm 2011  |
| 17 | "Thực đơn tạo thảm họa" (Маша + каша, dịch nghĩa Masha cộng với Cháo)                                                       | 15 tháng 4 năm 2011  |
| 18 | "Đừng làm bẩn nữa" (Большая стирка, dịch nghĩa Ngày giặt giũ lớn nhất)                                                      | 26 tháng 4 năm 2011  |
| 19 | "Masha làm nhạc công" (Репетиция оркестра, dịch nghĩa Cây đàn bị vứt đi )                                                   | 13 tháng 5 năm 2011  |
| 20 | "Người bạn cũ" (Усатый-полосатый, dịch nghĩa Người bạn to lớn bị thất lạc )                                                 | 24 tháng 5 năm 2011  |
| 21 | "Những món quà Giáng sinh" (Один дома, dịch nghĩa Chỉ có một ngôi nhà duy nhất)                                             | 28 tháng 12 năm 2011 |
| 22 | "Cơn nấc không dừng" (Дышите! Не дышите!, dịch nghĩa Nấc cụt. Đừng có nấc cụt nữa)                                          | 5 tháng 8 năm 2012   |
| 23 | "Đứa trẻ bị bỏ rơi" (Подкидыш, dịch nghĩa Quả trứng kì lạ trong rừng)                                                       | 7 tháng 8 năm 2012   |
| 24 | "Món ăn ngon" (Приятного аппетита, dịch nghĩa Chúc bạn ăn ngon miệng)                                                       | 15 tháng 8 năm 2012  |
| 25 | "Trò ảo thuật" (Фокус-покус, dịch nghĩa Focus-Pocus )                                                                       | 17 tháng 8 năm 2012  |
| 26 | "Sửa chữa nhà" (Осторожно, ремонт!, dịch nghĩa Gấu ơi, cho tôi sửa đồ cùng bạn nữa!)                                        | 22 tháng 8 năm 2012  |

### Mùa 2
| #  | Tên tập phim                                                                                    | Ngày phát sóng gốc   |
| -- | ----------------------------------------------------------------------------------------------- | -------------------- |
| 27 | "Bức tranh hoàn hảo" (Картина маслом, dịch nghĩa Người họa sĩ mùa đông)                         | 1 tháng 10 năm 2012  |
| 28 | "Masha chơi cờ" (Ход конём, dịch nghĩa Ngày chơi cờ cùng Gấu và Anh bạn to lớn)                 | 4 tháng 10 năm 2012  |
| 29 | "Ban nhạc tuyệt vời" (Хит сезона, dịch nghĩa Ca sĩ Masha)                                       | 7 tháng 10 năm 2012  |
| 30 | "Thuốc tăng trưởng" (Витамин роста, dịch nghĩa Thuốc cho các loại cây)                          | 5 tháng 6 năm 2013   |
| 31 | "Chiếc chổi bay" (Новая метла, dịch nghĩa Sân chơi mới trong rừng)                              | 9 tháng 6 năm 2013   |
| 32 | "Chúng ta là một gia đình" (Когда все дома, dịch nghĩa Gia đình sống chung một nhà)             | 17 tháng 6 năm 2013  |
| 33 | "Chải răng thật sạch" (Сладкая жизнь, dịch nghĩa Ngày ngọt ngào của Masha)                      | 22 tháng 6 năm 2013  |
| 34 | "Trò chơi chụp hình" (Фотография 9 на 12, dịch nghĩa Chuyên gia nhiếp ảnh 9 ở 12 )              | 10 tháng 10 năm 2013 |
| 35 | "Cùng nhau vui chơi" (Трудно быть маленьким, dịch nghĩa Masha bị phạt)                          | 11 tháng 10 năm 2013 |
| 36 | "Cô em họ" (Двое на одного, dịch nghĩa Người em gái Dasha của tôi)                              | 16 tháng 10 năm 2013 |
| 37 | "Chuyến đi tuyệt vời" (Большое путешествие, dịch nghĩa Gấu đi tham quan nơi mới)                | 19 tháng 10 năm 2013 |
| 38 | "Một ngày rắc rối" (Нынче всё наоборот, dịch nghĩa Chứng bệnh tâm thần của Gấu)                 | 27 tháng 10 năm 2013 |
| 39 | "Đêm ly kỳ" (Сказка на ночь, dịch nghĩa Có ma trong nhà Gấu)                                    | 1 tháng 10 năm 2014  |
| 40 | "Thợ làm tóc Masha" (Красота — страшная сила, dịch nghĩa Trong tiệm tóc, có những bộ tóc kì lạ) | 6 tháng 10 năm 2014  |
| 41 | "Chiếc nón tàng hình" (Дело в шляпе, dịch nghĩa Chiếc mũ khiến chúng ta tàng hình)              | 8 tháng 10 năm 2014  |
| 42 | "Trổ tài đạo diễn" (День кино, dịch nghĩa Ngày ở rạp chiếu phim)                                | 17 tháng 10 năm 2014 |
| 43 | "Anh hùng Masha" (Героями не рождаются, dịch nghĩa Anh hùng nhỏ bé)                             | 22 tháng 10 năm 2014 |
| 44 | (Раз в году, dịch nghĩa Một ngày tuyệt vời chỉ có trong một năm)                                | 25 tháng 10 năm 2014 |
| 45 | "Thám tử Masha" (Запутанная история, dịch nghĩa Nhà thám tử Masha)                              | 1 tháng 11 năm 2014  |
| 46 | "Đêm vũ hội" (Учитель танцев, dịch nghĩa Tài năng của Rosie)                                    | 3 tháng 11 năm 2014  |
| 47 | "Chiến thắng nhọc nhằn" (Крик победы, dịch nghĩa Ngày thi đấu của Masha)                        | 24 tháng 11 năm 2014 |
| 48 | "Gấu tiền sử" (Пещерный медведь, dịch nghĩa Tổ tiên của loài Gấu)                               | 27 tháng 5 năm 2015  |
| 49 | "Chương trình tạp kỹ" (Дорогая передача, dịch nghĩa Truyền hình phát sóng trên TV bị hỏng)      | 9 tháng 6 năm 2015 3 |
| 50 | "Lễ hội hóa trang" (Праздник урожая, dịch nghĩa Cô tiên Masha)                                  | 17 tháng 6 năm 2015  |
| 51 | "Trò chơi Ninja" (Неуловимые мстители, dịch nghĩa Masha và Gấu Trúc làm Ninja)                  | 28 tháng 6 năm 2015  |
| 52 | (До новых встреч!, dịch nghĩa Đừng bỏ đi, Masha!)                                               | 2 tháng 9 năm 2015   |

### Mùa 3
| #  | Tên tập phim                                                                        | Ngày phát sóng gốc   |
| -- | ----------------------------------------------------------------------------------- | -------------------- |
| 53 | Quay về thật khó lắm (На круги своя, dịch nghĩa Masha đã trở về)                    | 28 tháng 11 năm 2015 |
| 54 | (В гостях у cказки, dịch nghĩa Câu chuyện Hoàng tử Ếch)                             | 31 tháng 12 năm 2015 |
| 55 | Trò khỉ (Эх, прокачу!, dịch nghĩa Nào, hãy cùng đi với chúng tôi)                   | 22 tháng 2 năm 2016  |
| 56 | Câu chuyện ma (Страшно, аж жуть!, dịch nghĩa Con ma béo chạy khắp nơi)              | 16 tháng 3 năm 2016  |
| 57 | (На привале, dịch nghĩa Ngày cắm trại của chúng tôi)                                | 25 tháng 6 năm 2016  |
| 58 | Như mèo với chuột (Кошки-мышки, dịch nghĩa Con mèo và Con chuột)                    | 26 tháng 8 năm 2016  |
| 59 | Trò chơi kết thúc (Game Over, dịch nghĩa Trò chơi kết thúc)                         | 14 tháng 10 năm 2016 |
| 60 | (К вашим услугам!, dịch nghĩa Rô- bốt của Masha)                                    | 18 tháng 11 năm 2016 |
| 61 | (С любимыми не расставайтесь, dịch nghĩa Đừng đi hỡi những kỉ niệm của tôi)         | 23 tháng 12 năm 2016 |
| 62 | À ơi, ngủ ngon nha! (Спи, моя радость, усни!, dịch nghĩa Hãy ngủ ngon cùng tôi)     | 3 tháng 2 năm 2017   |
| 63 | Ngạc nhiên, ngạc nhiên chưa! (Сюрприз! Сюрприз!, dịch nghĩa Bất ngờ, Bất ngờ chưa?) | 7 tháng 4 năm 2017   |
| 64 | (Три машкетёра)                                                                     | 19 tháng 5 năm 2018  |
| 65 | (Есть контакт!)                                                                     | 14 tháng 7 năm 2017  |
| 66 | (Спокойствие, только спокойствие!)                                                  | 31 tháng 8 năm 2017  |

## Chuyển thể
Trong series chuyển thể có tên Masha's Tales (dịch nghĩa "Chuyện cổ tích của Masha") có mặt trên Netflix. Trong phim Masha kể những Truyện cổ tích Nga cũng như Truyện cổ tích Grimms cho những món đồ chơi cô bé nghe. Phiên bản này được phát sóng trên Cartoon Network UK và Cartoonito vào 20 tháng 6 năm 2016. Vài tập trong phiên bản này cũng đã phát sóng trên HTV3. Bên cạnh đó có một chuyển thể khác Masha's Spooky Stories (dịch nghĩa "Chuyện ma của Masha") – được ra mắt trên Cartoonito UK và Netflix vào tháng 10 năm 2016. chiếu tại Việt Nam trên HTV3 Dream TV vào ngày 8 tháng 4 năm 2023 cửa chính thức là "Những câu chuyện kỳ bí của Masha" 

### Những câu chuyện cổ tích của Masha
| #  | Tên tập phim                                                                     | Ngày phát sóng gốc |
| -- | -------------------------------------------------------------------------------- | ------------------ |
| 1  | "7 chú dê con và lão sói" (Волк и семеро козлят)                                 | 2011               |
| 2  | "Con ngỗng phép thuật" (Гуси-лебеди)                                             | 2011               |
| 3  | "Cáo và thỏ" (Лиса и заяц)                                                       | 2011               |
| 4  | "Cô bé quàng khăn đỏ" (Красная Шапочка)                                          | 2011               |
| 5  | "Ông già Tuyết" (Морозко)                                                        | 2012               |
| 6  | "Con chó sói và con cáo" (Волк и лиса)                                           | 2012               |
| 7  | "Rễ và ngọn" (Вершки и корешки)                                                  | 2012               |
| 8  | "Nàng công chúa ếch" (Царевна-лягушка)                                           | 2012               |
| 9  | "Công chúa Tuyết" (Снегурочка)                                                   | 2012               |
| 10 | "Bé tí hon" (Мальчик-с-пальчик)                                                  | 2012               |
| 11 | "Weehavroshechka bé nhỏ" (Крошечка-Хаврошечка)                                   | 2012               |
| 12 | "Con bê bằng rơm" (Бычок смоляной бочок)                                         | 2012               |
| 13 | "Chú heo con" (Три поросёнка)                                                    | 2012               |
| 14 | "Chú thợ may tham ăn" (Храбрый портняжка)                                        | 2012               |
| 15 | "Alibaba" (Али-Баба)                                                             | 2012               |
| 16 | "Cô bé Lọ Lem" (Золушка)                                                         | 2012               |
| 17 | "Quốc vương cò" (Калиф-аист)                                                     | 2012               |
| 18 | "Jack và hạt đậu thần" (Джек и бобовое зёрнышко)                                 | 2012               |
| 19 | "Người chăn lợn" (Свинопас)                                                      | 2013               |
| 20 | "Cô gái mắt xanh và kẻ ham ăn" (Синяя Борода)                                    | 2013               |
| 21 | "Điều ước của cá thần" (По-щучьему велению)                                      | 2013               |
| 22 | "Con cáo và cái trục cán quay" (Лисичка со скалочкой)                            | 2013               |
| 23 | "Món cháo lạ kì" (Каша из топора)                                                | 2013               |
| 24 | "Nhà vua và người tá điền" (Пойди туда — не знаю куда, принеси то — не знаю что) | 2013               |
| 25 | "Con gà trống vàng" (Петушок — Золотой гребешок)                                 | 2013               |
| 26 | "Chú ngựa lưng gù" (Конёк-горбунок)                                              | 2013               |
| 27 | (Ночь перед Рождеством)                                                          | 2017               |
| 28 | (Мальчик, который кричал Волки)                                                  | 2018               |
| 29 | (Аладдин)                                                                        | 2018               |
| 30 | (Гадкий утёнок)                                                                  | 2018               |

### Những câu chuyện kỳ bí của Masha
| #  | Tên tập phim                                                                                   | Ngày phát sóng gốc |
| -- | ---------------------------------------------------------------------------------------------- | ------------------ |
| 1  | Câu chuyện đáng sợ về một chú bọ nhỏ (Душераздирающая повесть о тёмном лесе и маленьком жучке) | 2014               |
| 2  | (Жутко-страшное предание о том, как один мальчик боялся умываться)                             | 2014               |
| 3  | (Чудовищная быль о том, как некоторые боятся чудовищ)                                          | 2015               |
| 4  | (Тревожный сказ о потерявшемся котёнке)                                                        | 2015               |
| 5  | (Кошмарное поверье о новогодних стишках)                                                       | 2015               |
| 6  | (Мрачная притча о суеверной девочке)                                                           | 2015               |
| 7  | (Угрюмый завет о сопливом мальчике¥                                                            | 2015               |
| 8  | (Очень мрачное сказание о девочке, которая боялась зверушек)                                   | 2015               |
| 9  | (Ужасающая история про бабушку и внучка)                                                       | 2015               |
| 10 | (Полный отчаяния миф об исторической ошибке)                                                   | 2016               |
| 11 | (Панически невыносимая легенда о букашках)                                                     | 2016               |
| 12 | (Тревожный сказ про Бабку-Ёжку)                                                                | 2016               |
| 13 | (Зловещая Сага о девочке, которая боялась докторов)                                            | 2016               |
| 14 | (Фантастический рассказ, о ёжике, мальчике и зелёных гуманоидах)                               | 2016               |
| 15 | (Ужасная быль о том, как мальчика перевели в другую школу)                                     | 2016               |
| 16 | (Жуткая байка про пастушка на пеньке)                                                          | 2016               |
| 17 | (Приводящая в трепет сага о велосипеде-призраке)                                               | 2017               |
| 18 | (Страшная страшилка о страшилках)                                                              | 2017               |
| 19 | (О полезных изобретениях)                                                                      | 2017               |
| 20 | (Мрачная новелла о мрачных сновидениях)                                                        | 2017               |
| 21 | (Грозная песнь о громе и молнии)                                                               | 2017               |

## Phát sóng quốc tế
Trong phim có ba nhân vật có tiếng nói là Masha, cô em họ Dasha, nàng tiên cá và Ông già Noel, tuy nhiên mùa ba, nhân vật Gấu trúc cũng có nói chuyện với đề nghị múa ballet ở tập "Cả thế giới là một sân khấu". Những nhân vật còn lại chỉ sử dụng ngôn ngữ loài vật và rất ít khi phát âm.Ở hai mùa đầu, giọng của Masha ở phiên bản gốc tiếng Nga do Alina Kukushkina đảm nhận. Ở mùa ba do Varvara Sarantseva đảm nhận. Thiết kế âm thanh của chương trình, Boris Kutnevich, lồng tiếng của Gấu. Mark Kutnevich lồng giọng Thỏ.
Trong phiên bản lồng tiếng Việt phát sóng trên HTV3 và K+KIDS, Masha được lồng tiếng bởi Ái Phương, Dasha được lồng tiếng bởi Thanh Lộc (từ phần 3 phiên bản Nga thì Ngọc Quyên thay thế).
| Quốc gia    | Kênh                                        | Ngày phát sóng       | Tựa                         |
| ----------- | ------------------------------------------- | -------------------- | --------------------------- |
| Nga         | Россия-1 Карусель                           | 18 tháng 1 năm 2009  | Маша и Медведь              |
| Brasil      | SBT TV Cultura Boomerang Cartoon Network    |                      | Masha e o Urso              |
| Bồ Đào Nha  | Canal Panda SIC                             | 12 tháng 9 năm 2015  | Masha e o Urso              |
| Hoa Kỳ      | Universal Kids                              |                      | Masha and the Bear          |
| Canada      | Treehouse TV                                |                      | Masha and the Bear          |
| Đức         | KiKa Boomerang                              | 18 tháng 11 năm 2013 | Mascha und der Bär          |
| Tây Ban Nha | Boomerang Cartoon Network Canal Panda Boing | 28 tháng 9 năm 2014  | Masha y el Oso              |
| Pháp        | Piwi+ France 5 Zouzous                      | 20 tháng 12 năm 2013 | Masha et Michka             |
| Hà Lan      | NPO Zappelin                                | 25 tháng 1 năm 2017  | Masha en de Beer            |
| Việt Nam    | HTV3 (Dreams TV) K+KIDS                     | 30 tháng 9 năm 2016  | Cô bé Masha và chú Gấu xiếc |